# Алексин
Але́ксин — город в Тульской области России, центр Алексинского района и соответствующего муниципального образования город Алексин. Расположен в северной части Среднерусской возвышенности, на обоих берегах реки Оки, в 59 км к северо-западу от Тулы, в 69 км к востоку от Калуги и в 150 км к югу от Москвы. Население — 60 842 чел. (2021).

## Этимология
Согласно преданию, назван московским князем Даниилом Александровичем по имени сына Александра (от производной формы Алекса, Алекся). Иногда название связывают с именем митрополита Алексея, которому город в 1354 году был отдан на кормление.

## История

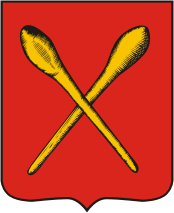
Герб (1778)

Согласно преданиям, Алексин был основан в конце XIII века первым московским князем Даниилом Александровичем, младшим сыном Александра Невского, однако официальной датой рождения Алексина принято считать 1348 год, под которым он впервые упоминается в Никоновской летописи:

«…князь Темир Ординский приходи ратью ко граду Олексину святыго чудотворца Петра, митрополита Киевского и всея Руси, и посад пожже…».
Также существуют документы, подтверждающие «куплю» Алексина митрополитом Киевским и всея Руси Петром. Дата «купли» не указана, но она не могла произойти позже 1326 года (год смерти митрополита Петра) — эта дата долгое время также использовалась как точка отсчёта истории Алексина. Встречающаяся в некоторых источниках дата основания 1236 год вызвана опечаткой в дате «1326 год» в одной из энциклопедий начала XX века и не находит подтверждения в источниках.
Алексин был вотчиной митрополитов Киевских и всея Руси с момента купли митрополитом Петром (не позднее 1326 г.) до начала 1390-х годов, когда московский князь Василий Дмитриевич выменял его у митрополита Киприана на слободку Кораш. Позже город принадлежал можайскому князю Ивану Андреевичу, но уже Василий II завещал его своему сыну как великокняжеское владение.
В 1472 году хан Большой Орды Ахмат со значительными силами вступил на русскую землю. В Москве точно не знали о направлении движения Ахмата и поэтому приняли обычные меры предосторожности. В связи с этим 29 июля 1472 года враг смог почти беспрепятственно подойти к деревянной крепости — городу Алексину. Алексинцы самоотверженно начали сражаться со врагом. Летописцы, описавшие бой за Алексин, отмечали героизм и мужество горожан: «…граждане храбро оборонялись и побили много татар. Скоро, однако, нечем стало более обороняться, не осталось ни стрелы, ни копья», — пишет историк С. М. Соловьёв. 30 июля татары зажгли крепость, но горожане мужественно защищались; заслуга алексинцев состоит в том, что именно они сдерживали на протяжении двух дней превосходящие силы противника. За то время, пока шла битва у Алексина, Иван III успел выслать войска для защиты Москвы.
Героической обороне Алексина от войска золотоордынского хана Ахмата в 1472 году посвящён исторический роман петербургского писателя и военного историка И. Н. Лощилова «Предтеча» (1987).
После событий 1472 года Алексин на протяжении XV—XVI веков оставался важным форпостом «Берега» — оборонительной системы, созданной вдоль течения Оки от Коломны до Калуги для отражения татарских набегов. В 1492 году «приходили тотаровя на укра́ину на олексинские места».
В период складывания и укрепления единого централизованного российского государства Алексин был местом дислокации великокняжеского «полка правой руки». В 1566 году он был приписан к личным владениям Ивана IV Грозного, в результате чего стал единственным городом правобережья Оки, вошедшим в опричнину.
В годы Смуты начала XVII века Алексин участвовал в событиях, связанных с восстанием И. И. Болотникова 1606—1607 годов. Приняв сторону восставших, город был взят штурмом войсками Василия Шуйского 29 июля 1607 года. Затем он подвергся новому разорению со стороны польско-литовских интервентов.
К началу 1650-х годов в Алексине проживало всего около 450 человек.
В 1728 году близ Алексина на реке Мышеге братья Мосоловы построили первый железоделательный завод, который впоследствии получил название «Тяжпромарматура».
13 июля 1768 года город почти полностью сгорел. После пожара в нём начала складываться регулярная застройка.
В 1777 году Алексин получил официальный статус уездного города Алексинского уезда Тульского наместничества (с 1796 года — Тульской губернии).
Город начал активно развиваться в XIX—XX веках, когда он стал центром лесопильной, металлургической промышленности, а также после строительства железной дороги Калуга — Тула в середине XIX века. В 1873 году Мышегским заводом в возмещение нанесённых городу убытков был построен водопровод.
А. П. Чехов в 1891 году отдыхал в Алексине, где его брат работал налоговым инспектором, на одной из «ковригинских дач», откуда он ездил в гости к Л. Н. Толстому, а к нему в гости приезжали Л. Мизинова и И. Левитан. В мае того же года он переехал в усадьбу в с. Богимово к западу от Алексина.
18 (31) января 1918 года в Алексине и Алексинском уезде была установлена Советская власть.
В 1924 году в ходе районирования Тульской губернии в Алексинском уезде было образовано четыре района (укрупнённых волости): Алексинский, Ненашевский, Поповский и Серпуховский; при этом Алексин стал центром Алексинского района (позднее районы укрупнялись). 1 декабря 1924 года Алексинский уезд был упразднён, а Алексинский район перешёл в губернское подчинение. В 1929 году Тульская губерния была преобразована в Тульский округ новообразованной Центрально-Промышленной (с 3 июня — Московской) области; впрочем, 21 августа 1930 года Тульский округ был ликвидирован, а Алексинский район оказался в непосредственном подчинении Московской области. Наконец, 26 сентября 1937 года из Московской области постановлением ЦИК СССР была выделена Тульская область, в состав которой и перешли Алексин и Алексинский район.
В 1933 году правительство приняло решение о строительстве химкомбината (комбината № 100) в Московской области, в состав которой входил Алексин. 27 марта 1941 года была введена в строй первая ТЭЦ, а в конце мая — цех № 3 комбината № 100.

## Здравоохранение
На данный момент, здравоохранение не только развито в Алексине, но и является важной составляющей системы общественного здоровья и благополучия населения. В городе действуют: одна больница - Алексинская районная больница № 1 имени В. Ф. Снегирева. Именно она является ключевым медицинским учреждение, две поликлиники (поликлиника №1 и детская поликлиника № 1), а также Центральная клиническая диагностическая лаборатория.

### Во время Великой Отечественной войны
Во время Великой Отечественной войны Алексин выполнял важную стратегическую роль. 14 октября 1941 года после занятия немецкими войсками Калуги 238-я стрелковая дивизия была переброшена в район города Алексин для его обороны и недопущения прорыва на дорогу Москва — Тула. Немецким войскам удалось на время занять город, но он был освобождён 17 декабря 1941 года.
В годы войны 7662 алексинца погибли. Десять человек были удостоены звания Героя Советского Союза:
- И. А. Агеев,
- Н. В. Бычков,
- В. Р. Воронков,
- И. Н. Макаров,
- Г. Г. Николаев,
- М. С. Поливанова,
- П. Я. Поляков,
- П. И. Романов,
- И. И. Савощев,
- И. А. Филатов.

Среди награждённых алексинцев — два полных кавалера орденов Славы: И. К. Лепихов и С. Д. Петров.

### После Великой Отечественной войны

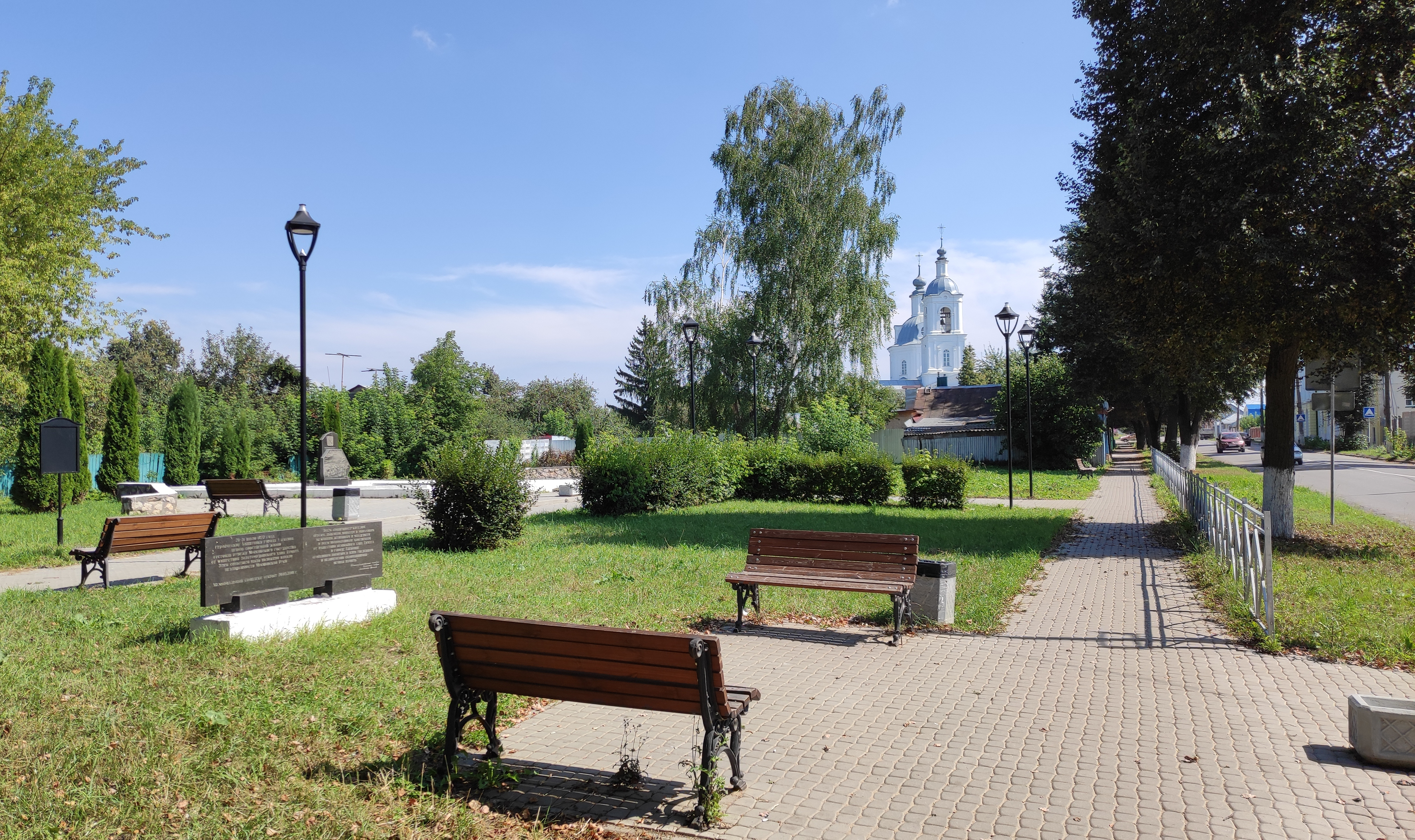
Небольшой парк и церковь в старой части Алексина

12 июля 1958 года указом Президиума Верховного Совета РСФСР город Алексин был отнесён к категории городов областного подчинения; при этом в городскую черту вошли рабочие посёлки Высокое, Мышега и Петровский.
Пик расцвета города пришёлся на 1970-е годы, когда наибольшего развития достиг Химкомбинат, ставший крупнейшим производителем пороха. В этот период был застроен микрорайон Бор и открыт парк «Жалка» в микрорайоне Горушки. Мышегский завод был переориентирован на выпуск запорной арматуры для нефтегазовой промышленности.
11 января 2011 года был открыт после реконструкции старый мост через Оку, и автомобильное движение в Алексине стало совершаться по двум мостовым пролётам[что?].

### Вторжение России в Украину
В ходе российского вторжения в Украину в начале 2025 года дроны атаковали химический завод в Алексине. По утверждению украинских источников, на заводе произошел пожар.

## Климат
Климат умеренно континентальный, характеризуется хорошо выраженными сезонами года: умеренно тёплым летом и умеренно холодной зимой.
Средняя температура января составляет −7,0 °С, июля +18,3 °С. Тёплый период (с положительной среднесуточной температурой) длится 220—225 дней. Самая низкая температура наблюдалась в январе 1940 года (п. Колосово), опустившись до −48,5 °С, самая высокая по данным наблюдений метеорологической станции М-2 Алексин +38,9 °С 02 августа 2010 года. Первые заморозки наблюдаются в конце сентября, последние — в первых числах мая. Безморозный период в среднем равен 140 дням.
Снежный покров устанавливается в середине ноября, сходит в середине апреля, лежит около 140 дней, достигая наибольшей высоты (в среднем 36 см) в феврале — марте. Глубина промерзания почвы — до 1,5 м.
С ноября по февраль преобладают ветры с юга и юго-востока. С апреля по сентябрь режим ветров неустойчивый, с незначительным преобладанием южных и западных направлений. Среднегодовая скорость ветра — 2,9 м/с.
Атмосферные осадки распределяются в течение года более или менее равномерно. Годовая сумма осадков за период 1981—2010 гг. составляет 653,4 мм. Среднегодовая относительная влажность воздуха — 79 %.
| Месяц                                             | 1    | 2    | 3    | 4    | 5    | 6    | 7    | 8    | 9    | 10   | 11   | 12   | Год   |
| ------------------------------------------------- | ---- | ---- | ---- | ---- | ---- | ---- | ---- | ---- | ---- | ---- | ---- | ---- | ----- |
| Средняя месячная температура воздуха, °С          | -7,0 | -7,5 | -1,8 | 6,2  | 12,6 | 16,3 | 18,3 | 16,4 | 10,8 | 5,2  | -1,7 | -6,0 | 5,2   |
| Среднее месячное и годовое количество осадков, мм | 41,9 | 35,8 | 35,3 | 32,6 | 46,4 | 86,8 | 78,3 | 72,8 | 63,1 | 67,0 | 46,7 | 46,6 | 653,4 |

Часовой пояс
Город Алексин, как и вся Тульская область, находится в часовой зоне, обозначаемой по международному стандарту как Moscow Time Zone (MSK). Смещение относительно UTC составляет +3:00. Время в Алексине опережает географическое поясное время на один час.

## Население
| 1856    | 1897    | 1913    | 1931    | 1939    | 1959    | 1969    | 1970    | 1973    | 1976    | 1979    | 1982    |
| ------- | ------- | ------- | ------- | ------- | ------- | ------- | ------- | ------- | ------- | ------- | ------- |
| 2500    | ↗3500   | ↗6100   | ↘3400   | ↗6527   | ↗46 313 | ↗54 000 | ↗61 417 | ↗63 000 | ↗66 000 | ↗67 219 | ↗69 000 |
| 1986    | 1987    | 1989    | 1992    | 1996    | 1998    | 2000    | 2001    | 2002    | 2003    | 2005    | 2008    |
| ↗71 000 | ↗72 000 | ↗74 274 | ↘73 700 | ↘71 800 | ↘71 000 | ↘69 800 | ↘69 100 | ↘68 156 | ↗68 200 | ↘67 000 | ↘65 400 |
| 2009    | 2010    | 2011    | 2012    | 2013    | 2014    | 2015    | 2016    | 2017    | 2018    | 2019    | 2020    |
| ↘64 554 | ↘61 732 | ↘61 700 | ↘60 744 | ↘59 747 | ↘59 157 | ↘58 716 | ↗58 759 | ↘58 329 | ↘57 892 | ↘57 590 | ↘57 516 |
| 2021    |         |         |         |         |         |         |         |         |         |         |         |
| ↗60 842 |         |         |         |         |         |         |         |         |         |         |         |

На 1 января 2025 года по численности населения город находился на 276-м месте из 1124 городов Российской Федерации. Также город занимает 4-е место по численности населения в Тульской области.
Национальный состав
По итогам переписи населения 2020 года проживали следующие национальности (национальности менее 0,1 % и другое см. в сноске к строке «Другие»):
| Национальность | Численность, чел. | Доля     |
| -------------- | ----------------- | -------- |
| Русские        | 55 185            | 90,70 %  |
| Таджики        | 415               | 0,68 %   |
| Украинцы       | 402               | 0,66 %   |
| Узбеки         | 394               | 0,65 %   |
| Армяне         | 392               | 0,64 %   |
| Татары         | 186               | 0,31 %   |
| Киргизы        | 124               | 0,20 %   |
| Белорусы       | 82                | 0,13 %   |
| Другие         | 3662              | 6,03 %   |
| Итого          | 60 842            | 100,00 % |

## Экономика
Транспорт
Город Алексин расположен на однопутной неэлектрифицированной железнодорожной линии Калуга — Плеханово. Линия обслуживается тепловозной тягой. В пределах города имеются три железнодорожных станции: Алексин, Энергетик и Средняя. Основной станцией, обслуживающей город, является станция Алексин 4 класса.
Путевое развитие станции состоит из одного главного пути (472 м), четырёх приёмно-отправочных (от 435 до 654 м), десяти сортировочных и погрузочно-разгрузочных (от 21 до 371 м). Грузовой двор занимает территорию 1 га. На станции имеются пассажирский вокзал на 100 мест и 2 низких платформы, пешеходный мост. Грузооборот станции Алексин за 2006 год составил по погрузке 13026 вагонов (807,1 тыс. тонн), по выгрузке — 4764 вагонов (286 тыс. тонн); пассажирооборот по отправлению составил 59,8 тыс. человек.
В настоящее время на участке Плеханово-Алексин в сутки проходят 14 пар поездов (10 грузовых, 4 пригородных).
К калужской горловине станции примыкают подъездные пути завода «Тяжпромарматура», песчаного карьера, горного цеха завода ЖБИ. На подъездном пути завода «АЗТПА» расположен пост «Ока», имеющий 4 пути (200—300 м), к которому примыкает подъездной путь завода ЖБИ. К подъездному пути арматурного завода примыкают пути Мышегского каменно-щебёночного завода.
Станция Энергетик — промежуточная, III класса, расположена в 8,9 км от станции Алексин. Путевое развитие состоит из одного главного, 3-х приёмо-отправочных путей и одного погрузочно-выгрузочного тупика. К станции примыкают подъездные пути химкомбината. К выставочному посту, состоящему из 3-х путей, примыкает подъездной путь ТЭЦ. В районе промышленной станции «Картонная фабрика», расположенной в 2,5 км от станции Энергетик, к подъездному пути химкомбината примыкают пути завода ЖБИ, Картонной фабрики и бетонно-растворного завода. В настоящее время рассматривается вопрос о ликвидации станции.
Станция Средняя — промежуточная, IV класса, расположена в 4,9 км от станции Энергетик в Калужском направлении. Путевое развитие состоит из 1 главного, 2-х приёмно-отправочных путей и одного пути для подачи вывозки вагонов с подъездных путей.
У станции новое современное пассажирское здание, низкая пассажирская платформа и высокая земляная грузовая платформа.
Основная транспортная магистраль города, являющаяся продолжением автодороги Алексин — Железня, проходит в правобережной части по улицам Тульская и Советская, далее по городской дороге пересекает реку Оку, железнодорожную магистраль Калуга — Тула в одном уровне, проходит Высокое по улицам Ленина, Героев Алексинцев, Пионерской выходит на ул. К. Маркса, затем через посёлок ИТР идёт к пос. Петровский.
Дорога на пос. Мышега отходит в левобережной части от Городской Дороги по пойменной территории, пересекает подъездные пути арматурного завода и завода КЖИ в одном уровне и реку Мышегу. Далее она проходит по ул. Арматурной в жилые районы и выходит на автодорогу местного значения на Петрищево.
Кроме вышеперечисленных, к основным транспортным улицам относятся: в Заречье — Советская, Ломоносова, Энгельса, 50-летия Октября, Больничный переулок; в Высоком — улица Мира (посредством которой осуществляется подъезд к проходным химкомбината), Северная, Горького, Пахомова; в Петровском — улицы Металлистов, Школьная, Чехова, образующие кольцо; в пос. Мышега — ул. Некрасова, обеспечивающая подъезд к арматурному заводу.
По магистральным улицам осуществляется движение всех видов транспорта, за исключением ул. Ленина, где на участке от ул. Советской до ул. Пахомова проезд грузовых машин запрещён.
В настоящее[какое?] время массовые внутригородские пассажирские перевозки в городе Алексин осуществляют 5 организаций: ОАО «Алексинское ПАТП», ассоциация «Частный транспорт», некоммерческие партнёрства «Частрансавто» и «Визит-Авто», ООО «Визит». Пассажирские перевозки осуществлялись по всем 13 городским маршрутам. Ежедневный выход автобусов на городские маршруты составлял 35—39 единиц, перевозилось около 30 тыс. пассажиров. Кроме того, пассажирские перевозки в режиме «маршрутное такси» осуществляют предприниматели (около 40 микроавтобусов), объединённые в некоммерческое партнёрство «Автомиг», и свыше 20 микроавтобусов частных предпринимателей.

## Культура
В 2021 году город стал местом съёмок фильма режиссёра Сергея Мокрицкого «Первый Оскар», повествующего о подвиге фронтовых режиссёров-документалистов Леонида Варламова и Ильи Копалина, документальный фильм которых «Разгром немецких войск под Москвой» получил первую в истории Советского Союза премию «Оскар».

## Районы

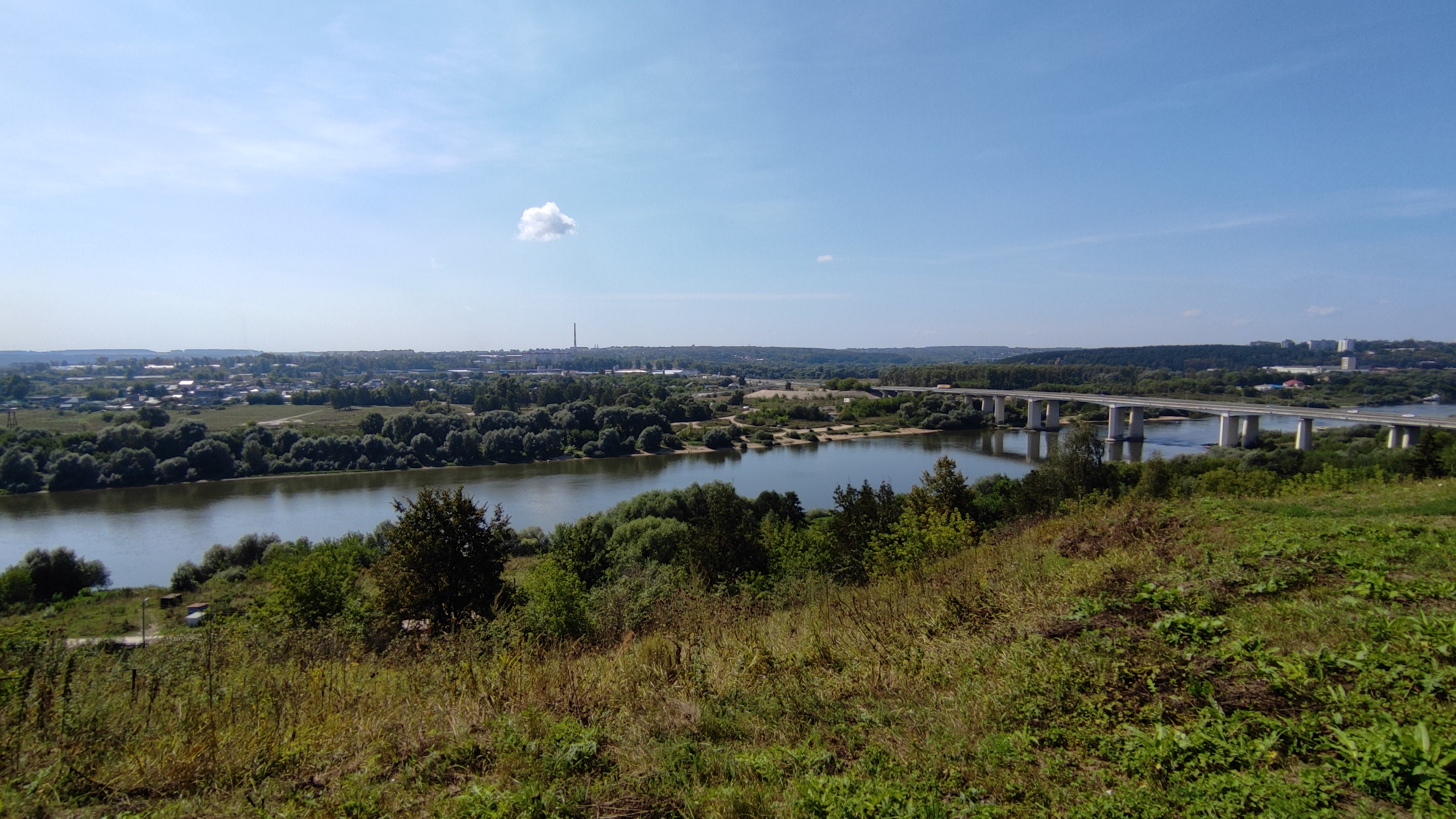
Вид на р. Оку и Соцгород из Заречья в Алексине (2021)

Алексин делится рекой Окой на две части, связанные между собой мостом — старую — Заречье и новую — Соцгород.
Микрорайоны
- Соцгород — центральный
- 2-й (Шахтёрский)
- Сельхозтехника
- Бор
- Горушки
- Старый Алексин (Заречье)
- Петровка
- ИТР
- Высокое
- Мышега

+ ВТК,
Колюпаново,
СНТ «Лесное» и
СНТ «Пищевик»

## Достопримечательности

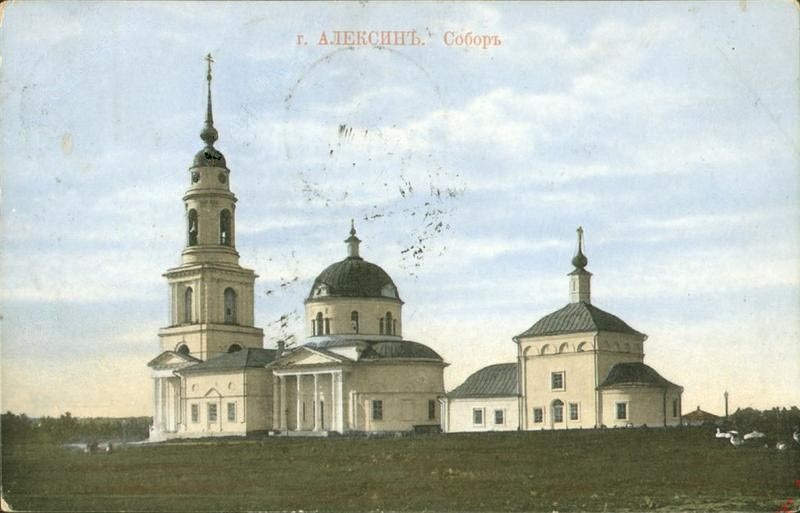
Успенский собор

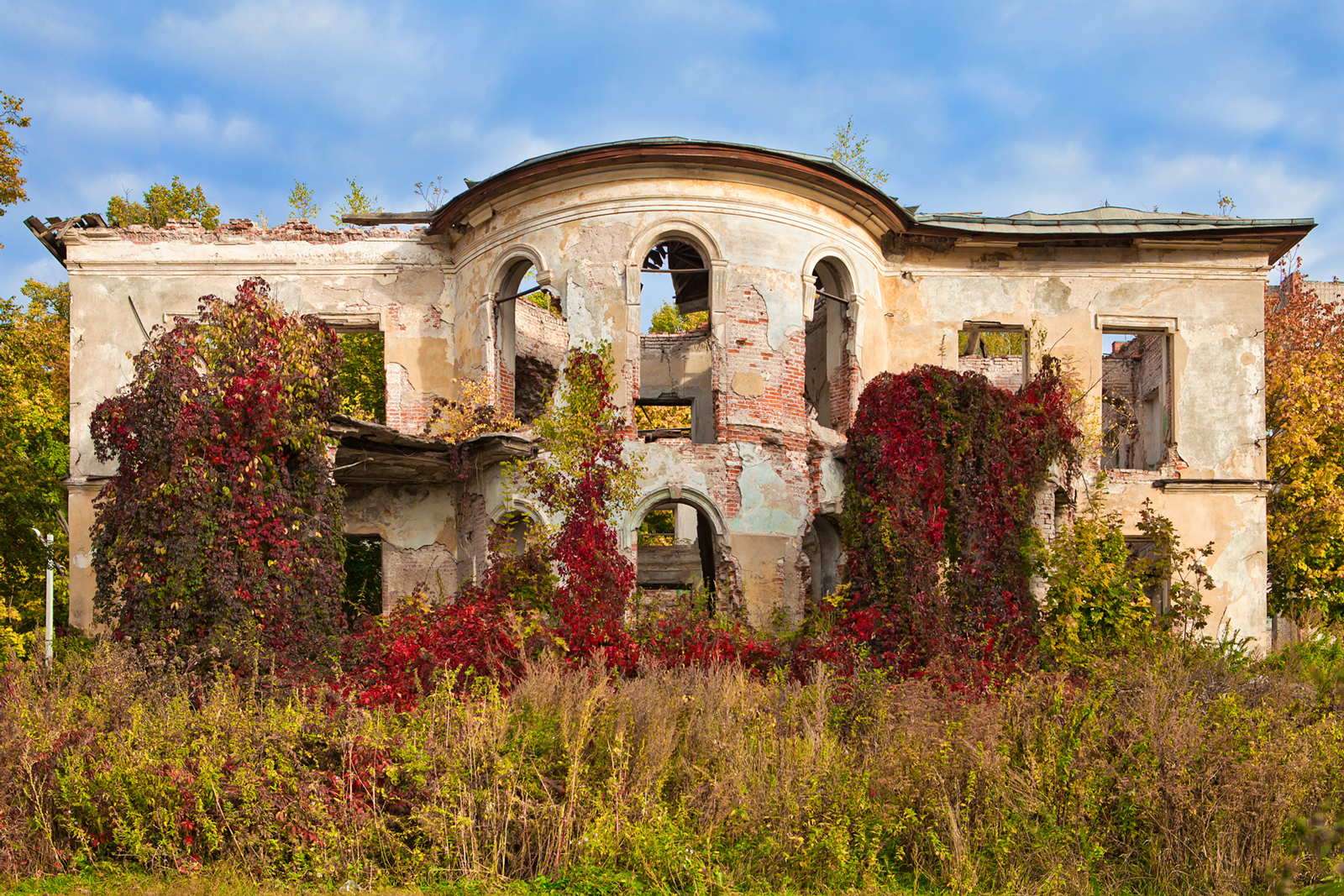
Усадьба «Петровское», разрушенная в конце XX века

- Все православные организации города входят в Белёвскую епархию. Следует выделить старейшие Старо-Успенский (1688) и Ново-Успенский соборы (1813), и Свято-Никольский храм (1787).
- В городе работает краеведческий музей, открытый в историческом здании — особняке купца Маслова, являющимся памятником исторического и культурного наследия федерального значения[46].
- Рядом с Алексином находится значимый памятник усадебного классицизма — бывшая усадьба князей Тюфякиных «Петровское» (1773). В XIX веке принадлежала роду Ромейко-Гурко. В последнее время стоит в руинах[47].
- В селе Колосово городского округа Алексин находится усадьба Чертковых-Пасхаловых, единственная в Тульской области построенная в готическом стиле. В настоящее время она находится в неудовлетворительном состоянии[48]. Волонтёры регулярно проводят субботники на территории поместья[49].
- Рядом с городом расположен военный мемориал Курган Славы.
- Лысая Гора - живописное место с прекрасным обзором местности, находится на правом берегу реки Вашаны.

- Алексин Бор - сосновый реликтовый бор,  является памятником природы регионального значения и расположен вдоль правого берега реки Оки. Алексин-Бор отличается уникальной флорой и фауной и представляет собой прекрасное место для отдыха и прогулок на природе.

- В пределах Алексина расположены множество родников с живописными ведущими к ним тропами.

Ильинское, Петровское, Острожское и Мышегское городища - места исторического значения, отправляющие нас к древним поселениям, представляющие интерес у археологов и историков.
- Мемориал Победы- братское захоронение солдат, павших на защите нашей родины в годы Великой Отечественной войны, с вечным огнем[50][51].

## Города-побратимы и шефские связи
Алексин является городом-побратимом для городов:
- Елабуга, Республика Татарстан, Россия
- Дзержинский, Московская область, Россия
- Вельки-Кртиш, Словакия
- Димитровград, Ульяновская область, Россия
- Малоярославец, Калужская область, Россия
- Сусанинский район, Костромская область, Россия
- Чусовой, Пермский край, Россия
- Солигорск, Беларусь
- Серпухов, Московская область, Россия
- Тиват, Черногория

## Галерея

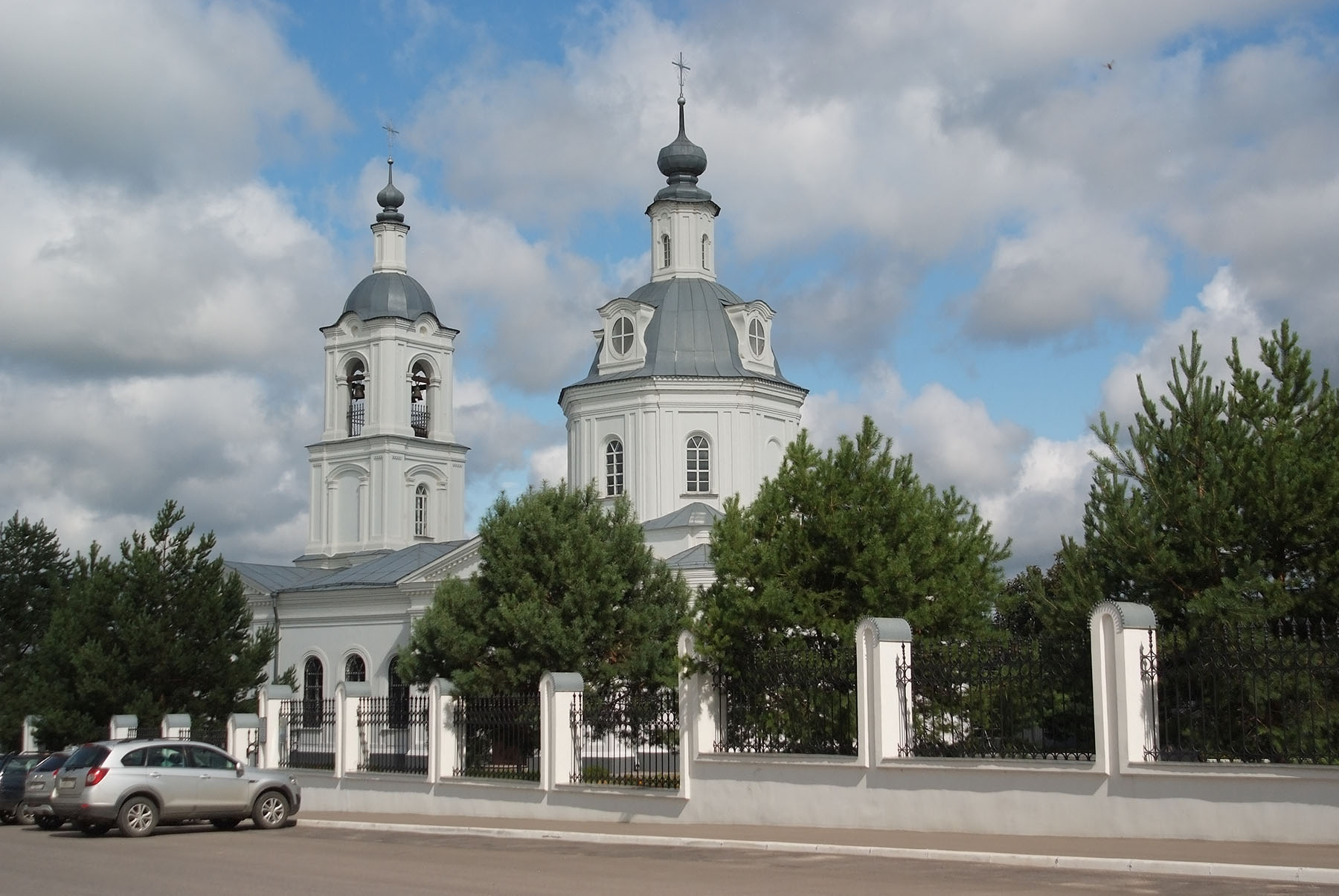
Никольская церковь в исторической части города
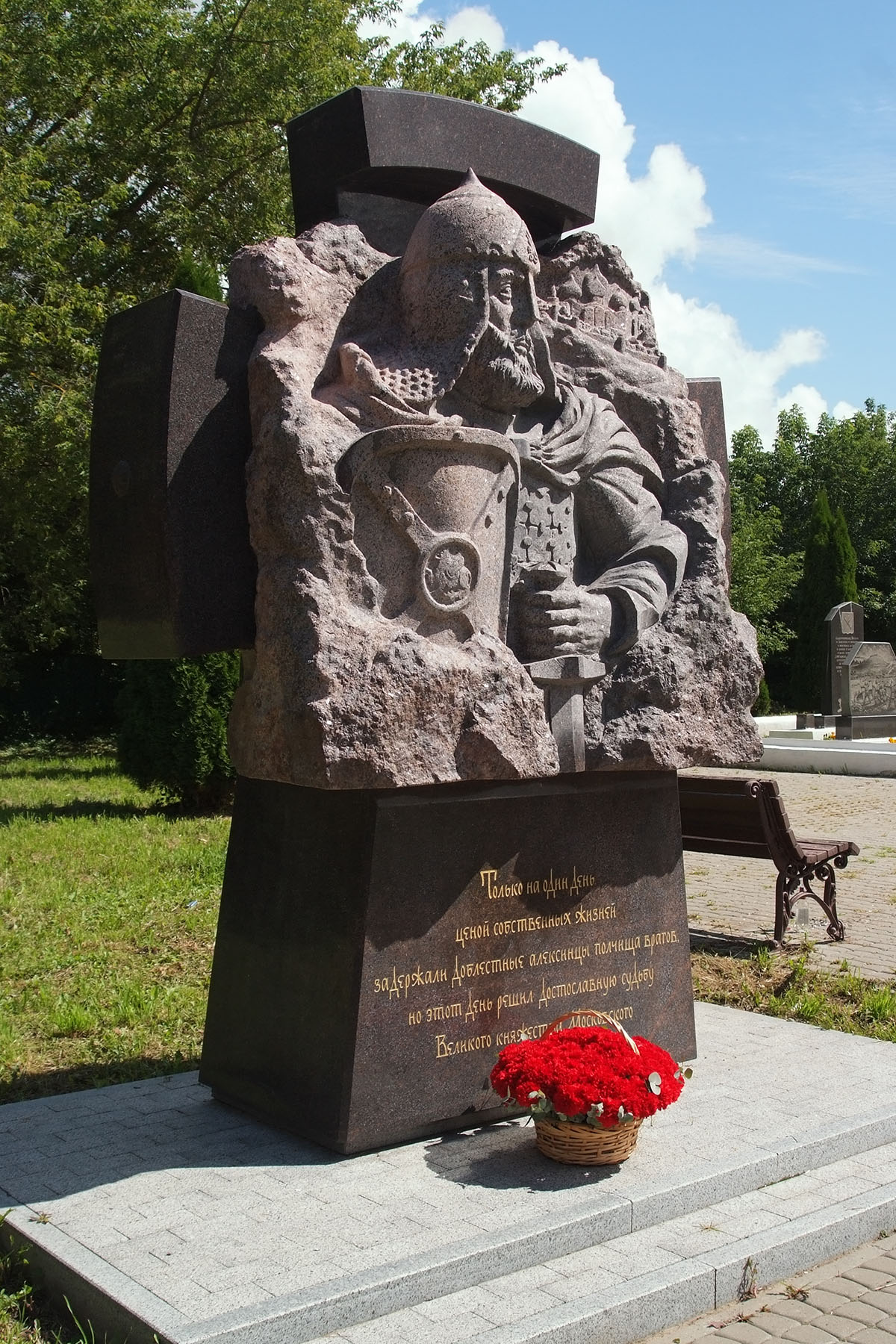
Памятник защитникам Алексина
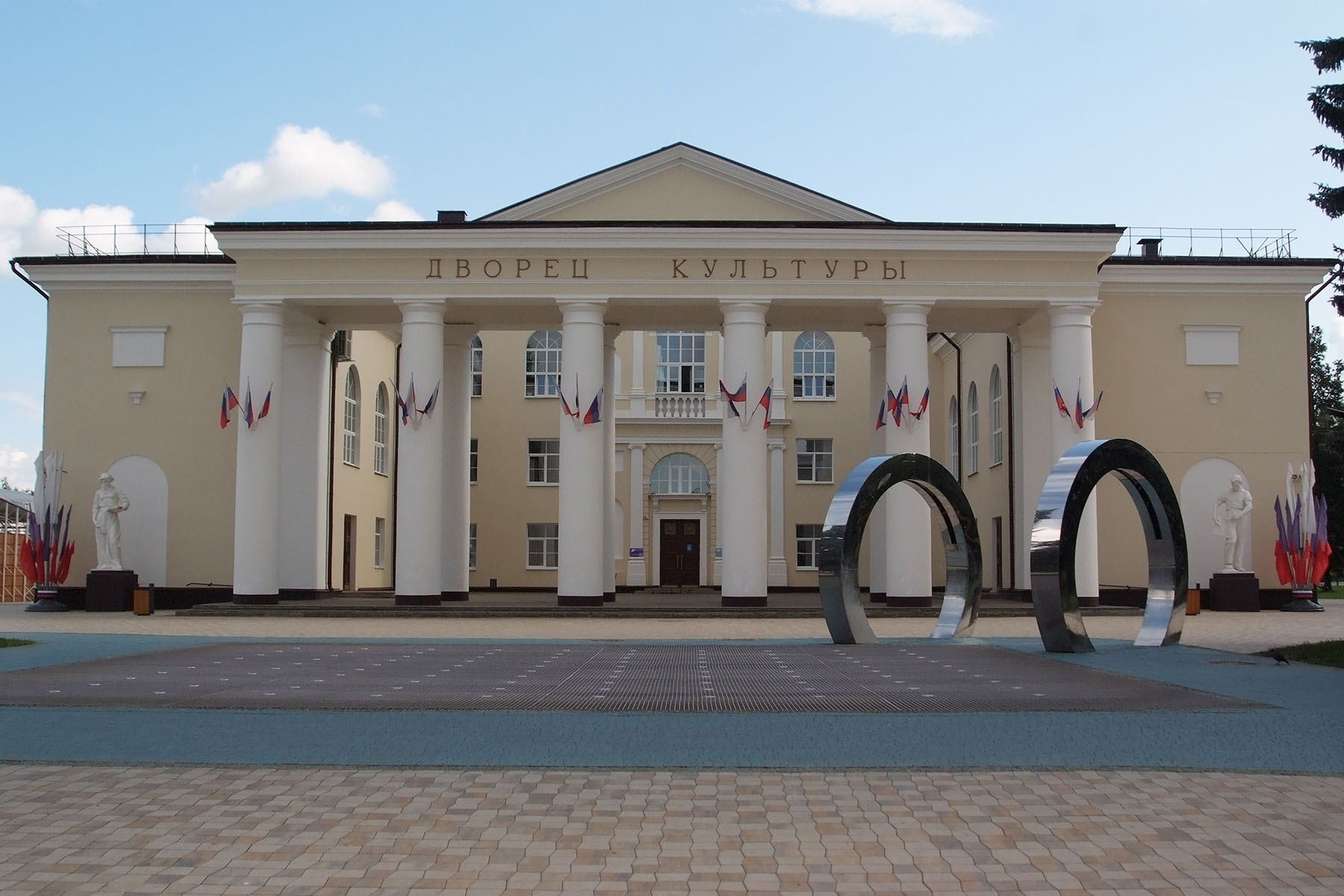
Дом Культуры "Химик" в микрорайоне "Соцгород"
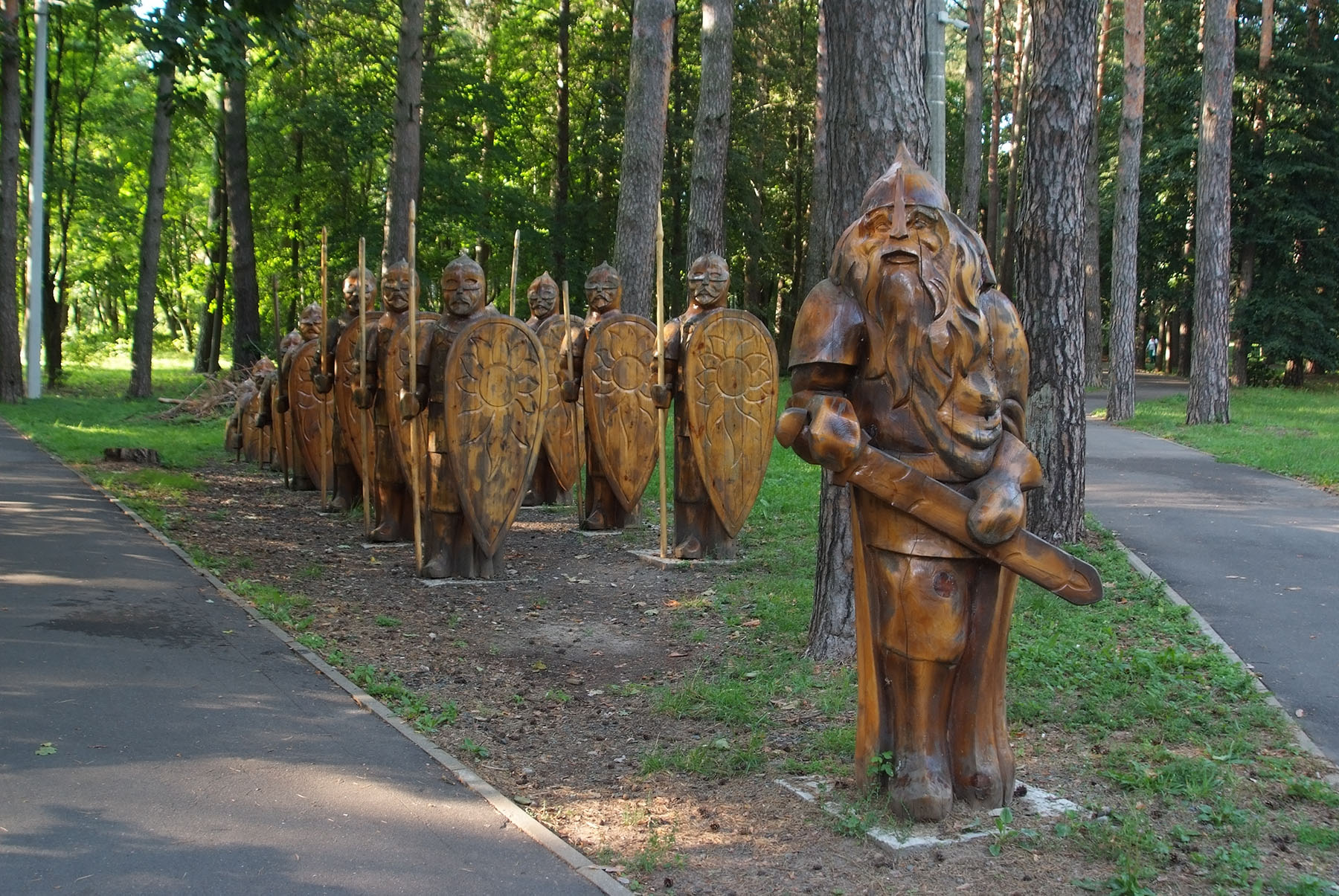
Деревянные фигуры в парке "Жалка" в микрорайоне "Горушки"
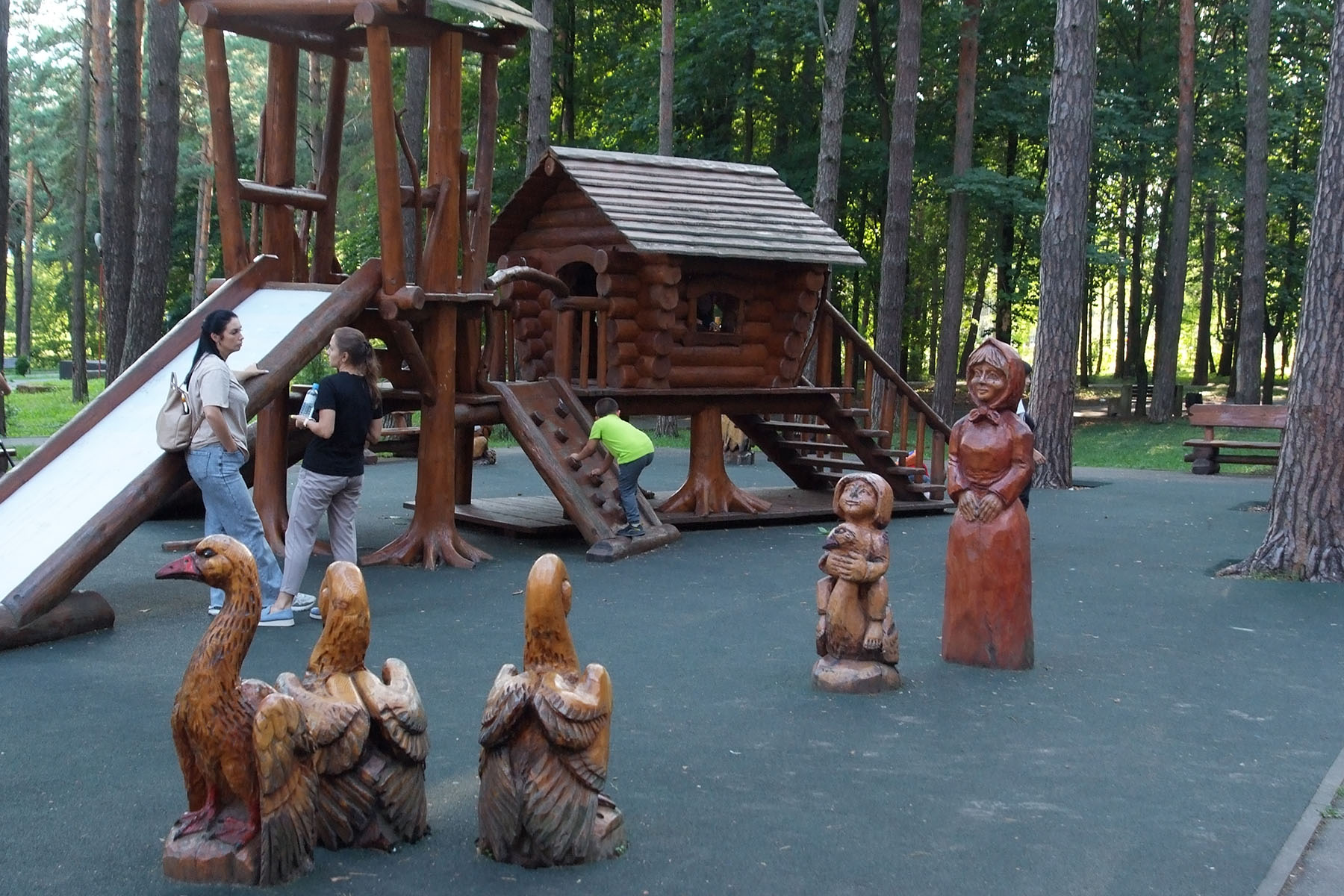
Детская площадка в парке "Жалка"